# Возобновляемая энергетика в Бутане
Возобновляемые источники энергии в Бутане - это использование возобновляемых источников энергии для производства электроэнергии в Бутане.
Бутан добился больших успехов в развитии своих крупных гидроэнергетических проектов благодаря технической и финансовой помощи Индии, участие в других формах использования возобновляемых источников энергии было незначительным.
Департамент возобновляемых источников энергии Бутана помог сформулировать и запустить свою альтернативную политику в области возобновляемых источников энергии с целью продвижения в Бутане экологически чистых технологий источников энергии — солнечной, ветровой, биомассы, геотермальной энергии. В 2021 году мощность возобновляемой энергетики составляла 2 335 МВт.

## История
Решимость Бутана развивать возобновляемые источники энергии началась в 1980 году. Шесть лет спустя в Чукхе открылась первая гидроэлектростанция. Вскоре после этого, открылись ещё две ГЭС, в Басо-Чу в 2005 году и Тале в 2009 году.
На COP 15 в 2009 году (Конференция ООН по изменению климата), Бутан впервые пообещал оставаться полностью углеродно нейтральным; они подтвердили это обещание на Конференции по климату в Париже.

## Гидроэнергетика
Бутан обладает значительным потенциалом гидроэнергетики, оцениваемым примерно в 30 000 МВт, из которых 23 760 МВт были признаны экономически выполнимыми. По состоянию на 2016 год установленная гидроэнергетическая мощность Бутана составляет 1615 МВт.
Сетевая гидроэнергетика является основным источником энергии в Бутане. В горных районах, где расширение электросетей невозможно, для улучшения доступа к электричеству, используются автономные источники, не подключенные к сети. В этих отдаленных районах проживает около 4000 семей.
Первым шагом Бутана в области возобновляемых источников энергии стала гидроэнергетика. Они впервые начали с открытия первой гидроэлектростанции в Чукхе в 1986 году. В настоящее время в стране открыто больше заводов: Куру-Чу (2001), Басо-Чу (2005) и Тала (2009). Гидроэлектростанция Мангде-Чу — речная электростанция мощностью 720 МВт — была открыта в 2019 году.
В настоящее время около 70 % производимой Бутаном гидроэлектростанции экспортируется в Индию. Несмотря на усилия по расширению видов возобновляемой энергии, используемой в Бутане, гидроэлектростанция по-прежнему является ведущим источником чистой энергии в стране.
В 2021 году мощность гидроэнергетики составляла 2 334 МВт.

### Ветроэнергетика
Первоначальный план состоял в установке 24 ветряных турбин, однако установка была остановлена только после двух турбин из-за того, что граждане выразили недовольство из-за возможного шумового загрязнения.
Две ветряные турбины в были введены в эксплуатацию в январе 2016 года. Они производят в совокупности 600 киловатт (кВт) мощности, достаточной для 100 домов.
В 2017 году департамент возобновляемых источников энергии Бутана определил районы в качестве потенциальных площадок для разработки проектов в области ветроэнергетики. В 2021 году мощность ветроэнергетики составляла 1 МВт.

### Солнечная энергетика
С 2015 года Бутан планирует установить солнечную электростанцию мощностью 30 МВт в районе Бумтанг; эта станция станет первой в своём роде.

## Другие виды возобновляемой энергии
После конференции по климату в Париже по изменению климата 2015 года Бутан перешёл к другим формам возобновляемой энергетики, чтобы уменьшить свою зависимость от гидроэлектростанций в зимние и засушливые месяцы. Бутан сосредоточил свое внимание именно на таких областях, как ветроэнергетика, биогаз, солнечная энергетика.

## Углеродная нейтральность
Стремясь ещё больше расширить использование возобновляемых источников энергии и сократить выбросы углекислого газа в стране, Бутан также предоставляет бесплатную электроэнергию сельским фермерам; это сокращает количество пожаров из-за газа, которые они используют для выполнения своих сельскохозяйственных работ. Правительство также субсидирует светодиодные лампы и электромобили.
В своём выступлении на TED в 2016 году премьер-министр Бутана — Тобгай Церинг рассказал о том, что Бутан единственная страна, способная претендовать на звание «углеродно-негативной». Это означает, что, Бутан производит около 2,2 миллиона тонн CO2 в год, леса компенсируют более 4 миллионов тонн CO2.